# 河口乡 (会理县)
河口乡，是中华人民共和国四川省凉山彝族自治州会理市曾经下辖的一个乡。

## 行政区划
河口乡撤销前下辖以下地区：
河口村、云山村、新堰村、三元村、盐河村、坭前村和绿湾村。